# Altensteinreuth
Altensteinreuth ist ein Dorf im oberpfälzischen Landkreis Tirschenreuth.

## Geografie
Altensteinreuth liegt am westlichen Fuß des Armesberges, der sich im Südwesten des Fichtelgebirges befindet. Das Dorf ist ein Gemeindeteil der Gemeinde Kulmain und liegt zweieinhalb Kilometer östlich von deren Gemeindesitz.

## Geschichte
Das bayerische Urkataster zeigt Altensteinreuth in den 1810er Jahren als ein aus zwei Siedlungskomplexen bestehendes Dorf, das aus einem knappen Dutzend Herdstellen besteht. Die beiden Ortsteile liegen einen halben Kilometer voneinander entfernt, getrennt durch das Flurgebiet „Herrnwiesen“. Seit dem bayerischen Gemeindeedikt von 1818 hatte Altensteinreuth zur Gemeinde Zinst gehört, deren Verwaltungssitz sich im Dorf Zinst befand. Neben dem namensgebenden Hauptort gehörten dazu noch zwei weitere Ortschaften. Die Gemeinde Zinst wurde 1972 im Zuge der Gebietsreform in Bayern aufgelöst und in die Gemeinde Kulmain eingegliedert.
| Jahr          | 001900 | 001925 | 001950 | 001961 | 001970 | 001987 |
| Einwohnerzahl | 50     | 61     | 70     | 78     | 93     | 102    |